# 우분투 엣지
우분투 엣지(영어: Ubuntu Edge 우분투 에지[*])는 캐노니컬이 2013년 7월 22일에 발표한 스마트폰이다. 캐노니컬은 발표와 동시에 이 스마트폰을 생산하기 위한 3,200만 달러의 투자금을 크라우드 펀딩을 통해 1달간 모금했으며, 이 크라우드 펀딩이 성공했을 경우 한정판으로 4000대만 생산될 예정이었다.
우분투 엣지는 데스크톱 모니터에 연결시키면 표준 우분투 데스크톱을 사용할 수 있었으며, 안드로이드와 우분투 터치를 듀얼 부팅하여 사용할 수 있었다.

## 크라우드 펀딩
발표와 동시에 크라우드 펀딩이 개시되었는데, 개시 8시간 만에 200만 달러가 모여 크라우드 펀딩 역사상 최고 기록을 경신하였다. 그러나 8월 22일에 12,812,776달러로, 목표액인 3천200만 달러의 40%를 조금 넘은 액수로 크라우드 펀딩에 실패하였고, 우분투 엣지는 태어나지 못한 스마트폰이 되었다.